# Keltiske nationer
De keltiske nationer er et kulturområde og en samling af geografiske regioner i Nordvesteuropa, hvor keltiske sprog og kulturelle træk har overlevet. Termen nation bruges i sin oprindelige mening, der betyder personer, der deler en fælles identitet og kultur, og kan identificeres til at tilhøre et bestemt territorium.
De seks regioner, der normalt bliver betragtet som de keltiske nationer er Bretagne (Breizh), Cornwall (Kernow), Irland (Éire), Isle of Man (Mannin, eller Ellan Vannin), Skotland (Alba) og Wales (Cymru). I hver af de seks nationer bliver der talt keltiske sprog i en vis udstrækning: der tales britanniske eller brytoniske sprog i Bretagne, Cornwall og Wales, mens der tales gælisk i Skotland, Irland og på Isle of Man.
Før udvidelsen af Romerriget og gemanske og slavisk-talende stammer var en stor del af Europa domineret af keltisk-talende kulturer, hvilket har efterladt keltiske kulturtræk. Områder i England, Cumbria, Devon, den nordvestlige del af Den Iberiske Halvø - særligt Nordportugal, Galicien, Asturien, León og Kantabrien (historisk omtalt som Gallæcien og Astures), der dækker det nordlige centrale Portugal og det nordlige Spanien - bliver også betragtet som keltiske nationer grundet deres kultur og historie. Til forskel fra andre, så bliver der ikke talt keltiske sprog i moderne tid.

## Sprog
| Nation      | Keltisk navn         | Keltisk sprog            | Folk                       | Areal (km2) | Befolkning                                          | Talere af sprog | Procent af befolkningen                                            |
| ----------- | -------------------- | ------------------------ | -------------------------- | ----------- | --------------------------------------------------- | --- | ------------------------------------------------------------------ |
| Irland      | Éire                 | Irsk (Gaeilge)           | Irere (Éireannaigh, Gaeil) | 84.421      | 7.026.636 - Irland 5.123.536 - Nordirland 1.903.100 | 1.891.941 total: - Irland: 1.891.941 - Republikken Irland 1.761.420 - Nordirland 130.521 - USA: 30.000 - Canada: 7.500 - Australien: 1.895 | - Irland (ø): 28.8% - Republikken Irland: 37,0% - Nordirland: 7,2% |
| Wales       | Cymru                | Walisisk (Cymraeg)       | Walisere (Cymry)           | 20.779      | 3.200.000                                           | 750.000+ total: - Wales: 611.000 - England: 150.000 - Argentina: 5.000 - United States: 2,500 - Canada: 2.200                              | 21,7%                                                              |
| Bretagne    | Breizh               | Bretonsk (Brezhoneg)     | Bretonere (Breizhiz)       | 34.023      | 4.300.000                                           | 206.000 | 5%                                                                 |
| Isle of Man | Mannin, Ellan Vannin | Manx (Gaelg)             | Manx (Manninee)            | 572         | 84.497                                              | 1.662 | 2,0%                                                               |
| Scotland    | Alba                 | Skotsk gælisk (Gàidhlig) | Skottere (Albannaich)      | 77.933      | 5.429.600                                           | 92.400 | 1,2%                                                               |
| Cornwall    | Kernow               | Kornisk (Kernowek)       | Kornisk (Kernowyon)        | 3.562       | 500.000                                             | 2.000 | 0,1%                                                               |

1. ↑  Irlands flag bruges af Celtic League[8] til at repræsentere Irland, selvom der ikke er noget universielt accepteret flag for hele øen.